# Cher Jupiter
Cher Jupiter est un recueil de nouvelles de science-fiction d'Isaac Asimov composé à partir du recueil original anglais Buy Jupiter and Other Stories paru en 1975 et qui rassemble quatorze courtes nouvelles déjà publiées précédemment dans des magazines de science-fiction, des fanzines ou des anthologies. Ce recueil a été découpé en France en deux parties : Cher Jupiter en est la seconde et a été publiée pour la première fois en 1977.
En 2017, les éditions Gallimard rééditent dans la collection Folio SF le recueil original en un seul volume sous le titre Cher Jupiter.

## Nouvelles
- Qu'est ce que ça peut bien faire à une abeille ? ((en) Does a Bee Care?, 1957)
- Pauvres Imbéciles ((en) Silly Asses, 1958)
- Cher Jupiter ((en) Buy Jupiter!, 1958)
- Une statue pour père ((en) A Statue for Father, 1959)
- Pluie, pluie va-t'en ! ((en) Rain, Rain, Go Away, 1959)
- Le Fondateur ((en) Founding Father, 1965)
- Exil en enfer ((en) Exile to Hell, 1968)
- Le Détail clé ((en) Key Item, 1968)
- Envoyez les couleurs ! ((en) The Proper Study, 1968)
- 2430 ((en) 2430 A.D., 1970)
- Le Meilleur Atout ((en) The Greatest Asset, 1972)
- Prenez donc une allumette ((en) Take a Match, 1972)
- Thiotimoline vers les étoiles ((en) Thiotimoline to the Stars, 1973)
- Poésie légère ((en) Light Verse, 1973)

## La main d'Asimov
Ce recueil a la particularité d'être préfacé par Asimov lui-même, et chaque nouvelle est précédée et suivie d'un petit texte expliquant le contexte d'écriture de la nouvelle et d'autres éléments significatifs de la vie d'Asimov par lui-même.